# Вулиця Стратонавтів (Донецьк)
Вулиця Стратонавтів — одна з вулиць міста Донецька. Розташована між Красноармійським шосе та вулицею Артемівською.

## Історія
Вулиця названа на честь стратонавтів.

## Опис
Вулиця Стратонавтів знаходиться у Київському та Куйбишевському районах Донецька. Простягнулась зі сходу на захід. Довжина вулиці становить близько шести кілометрів.

## Транспорт
Вулицею курсує тролейбус № 10 та деякі мікроавтобуси.